# 聖巴巴拉 (智利)

聖巴巴拉（西班牙語：Santa Bárbara），是智利的城市，位於該國中部比奧比奧大區的比奧比奧省，面積1,254.9平方公里，海拔高度222米，2012年人口13,405人，人口密度每平方公里11人。
37°40′14″S 72°1′17″W / 37.67056°S 72.02139°W